# ¿Cómo están ustedes?
¿Cómo están ustedes? é o segundo álbum de estúdio do cantor e apresentador de televisão Miliki, no qual constam algumas músicas conhecidas do intérprete. Foi premiado com o Grammy Latino na categoria Melhor Álbum Infantil do Ano.

## Faixas
Disco 1
1. Como Estan Ustedes? 03:00
2. 2 Animales Futbol Club  03:33
3. Abre la Puerta Pepe 02:10
4. De Cachibu de Cachivaca (Part. Os Del Rios) 02:55
5. La Familia Unida 02:14
6. Te Huelen los Pies 03:10
7. Pinocho 03:02
8. La Marcha de las Letras 02:29
9. Dulce Margarita 03:07
10. Chevere Chevere Chon (Part. Café Quijano) 03:09
11. Porompompon Manuela 02:22
12. El Ratoncito Miguel/El Señor Don Gato 02:30
13. Di Por Que 02:31
14. Papa y Mama (Part. Willy Chirino) 02:38
15. Nuestro Arco Iris (Over the Rainbow) (Part. Tamara) 03:43
16. Hola Don Pepito (Part. Paquito D'Rivera) 04:30

Disco 2
1. Habia Una Vez un Circo 06:34
2. El Nacimiento de Don Pepito y Don Jose 05:01
3. Doña Mentira (Part. Jose Antonio Garcia Morato) 04:10
4. Feliz Dia en Buen Provecho 03:54
5. El Cuentista Que Tenia Tres Pelos en la Barba 06:57
6. Navidad con Paz 06:40
7. El Mosquito Que Viajo en la Cascara de Nuez 03:24
8. Ramoncito el Delantero 02:51
9. Mi Familia y Yo 03:24